# San Ignacio de Sabaneta
San Ignacio de Sabaneta es un municipio de la República Dominicana, que está situado en la provincia de Santiago Rodríguez.

## Localización
Es el municipio capital de la provincia de Santiago Rodríguez en la parte del noroeste de la República Dominicana. 

## Demografía
En una estimación de 2008 el municipio tenía 108 559 habitantes, de los cuales 59 191 vivían en la propia ciudad cabecera y 49 368 en sus distritos rurales.

## Límites
Municipios limítrofes:
|                                               | Norte: Guayubín               |                                            |
| Oeste: Partido, El Pino y Villa Los Almácigos |                               | Este: Mao, Monción y San José de las Matas |
|                                               | Sur: Pedro Santana y San Juan |                                            |

## Distritos municipales
Está formado por el distrito municipal de:
| Nombre                  | Código   |
| ----------------------- | -------- |
| San Ignacio de Sabaneta | 04260101 |

## Historia
El pueblo fue fundado en 1844 por Santiago Rodríguez y los hermanos Alejandro y José Bueno. La ciudad se ubicó en el centro de una pequeña sabana, de ahí su nombre de Sabaneta. 
En 1854 el pueblo fue elevado a la categoría de puesto militar y en 1858 ascendió a la de municipio de la provincia de Santiago. Además San Ignacio de Sabaneta es la Cuna de la Restauración.
Sabaneta fue el centro del combate contra los soldados españoles durante la Guerra de Restauración (1863-1865). 
Cuando en 1879 Monte Cristi llegó a ser una provincia, San Ignacio de Sabaneta pasó a ser un municipio de esa nueva provincia. Cuando la nueva provincia de Santiago Rodríguez fue creada en 1948, San Ignacio de Sabaneta se convirtió en el municipio cabeza de la provincia. 

## Economía
Las principales actividades económicas del municipio son la agronomía y la agricultura.